# Almira Hart Lincoln Phelps
Almira Hart Lincoln Phelps (15 de julho de 1793 – 15 de julho de 1884) foi uma cientista, educadora, autora e editora norte-americana. Os seus escritos sobre botânica influenciaram as primeiras mulheres americanas a tornarem-se botânicas, incluindo Eunice Newton Foote e a sua filha, Augusta Newton Foote Arnold. Embora ela escrevesse principalmente sobre a natureza, também escreveu romances, ensaios e memórias.
Phelps era natural de Connecticut. A sua longa e activa vida foi dedicada à educação das jovens. Ela publicou vários livros didácticos de ciências populares nas áreas de botânica, química e geologia. Algumas das suas obras dignas de comemoração especial incluem he Blue Ribbon Society; The School Girls Rebellion; Christian Households; Familiar Lectures on Botany; Our Country and its Relation to the Present, Past and Future; e The Fireside Friend.  As suas opiniões sobre tópicos que vão desde a elocução até os espartilhos estão contidas em Lectures to Young Ladies, Comprising Outlines and Applications of the Different Branches of Female Education for the User of Female Schools, and Private Libraries. 